# (35808) 1999 JA43
1999 JA43 (asteroide 35808) é um asteroide da cintura principal. Possui uma excentricidade de 0.17723960 e uma inclinação de 10.20836º.
Este asteroide foi descoberto no dia 10 de maio de 1999 por LINEAR em Socorro.